# Fujimitsu Corporation
Fujimitsu Corporation (フジミツ株式会社?, Fujimitsu Kabushiki-gaisha) è un produttore di surimi con sede a Nagato, Prefettura di Yamaguchi, Giappone. Nel 2008 è diventato l'ottavo produttore di surimi in termini di vendite. I prodotti dell'azienda includono alimenti comuni come kamaboko, chikuwa e bastoncini di granchio e prodotti propri come Cheese Colone, bocconcini di kamaboko con ripieno al formaggio. Il Cheese Colone ha vinto la medaglia di bronzo di Monde Selection nel 2010.

## Storia
Fujimitsu è stata fondata nel 1887 nella località balneare di Senzaki, oggi parte della città di Nagato.
Nel 1964 Fujimitsu trasformò la sua organizzazione aziendale e divenne Fujimitsu Kamaboko Kogyo KK o Fujimitsu Kamaboko Industry Co.
Nel 1967 trasferì la sede nella zona di Higashifukawa di Nagato, dove si trova tuttora. L'azienda possiede stabilimenti a Misumi e Senzaki oltre alla sede e stabilimento di Higashifukawa.
Il 1º marzo 2007 la società ha cambiato il proprio nome in Fujimitsu Corporation in seguito ad un processo di revisione dell'identità aziendale.
Il 16 settembre 2008 l'azienda ha ottenuto la certificazione ISO 22000, standard internazionale per la gestione della sicurezza alimentare.
Il 29 aprile 2010 Fujimitsu ha firmato un accordo di costituzione di una joint venture con Rongcheng Taixiang Aquatic Food Co., Ltd., facente parte del gruppo cinese Taixiang. La nuova società, denominata Rongcheng Taizheng Tengguang Foods Co., Ltd., produce oden "boil-in-the-bag", bastoncini di granchio (kanikama), chikuwa, cibi fritti e altri prodotti surimi destinati all'esportazione in Giappone, Corea e altre zone dell'Asia, nonché alla vendita nel mercato cinese.

## Società affiliate
- Sankyu Suisan Co., Ltd., produttore di surimi. Sankyu Suisan è stata fondata come società affiliata del ramo Kyushu di Tetsudou Kousaikai (ora JR Kyushu Retail Inc.) ed è diventata una filiale di Fujimitsu attraverso una procedura di fusione e acquisizione nel 2000. Al giorno d'oggi, l'azienda continua a commercializzare prodotti ai chioschi operanti nelle stazioni JR Kyushu. L'azienda ha ottenuto la certificazione ISO 22000 il 16 luglio 2009.
- FM Nagato Co., Ltd., stazione radio comunitaria diffusa nella città di Nagato.
- Kirara Organic Life Inc., azienda agricola biologica nella città di Mito in cui i visitatori possono raccogliere le proprie verdure.
- Hakata Uoka Co., Ltd., produttore surimi. Nel 2005, Fujimitsu ha acquisito Uoka Co., Ltd., un'antica società di kamaboko a Fukuoka e ha fondato Hakata Uoka come società operativa. L'azienda ha ottenuto la certificazione ISO 22000 il 7 settembre 2007.
- Hakata Nakamuraya Co., Ltd., società costituita attraverso un investimento congiunto con Nakamuraya Co., Ltd. che gestisce un'attività di vendita a marchio Hakata.
- Rongcheng Taizheng Tengguang Foods Co., Ltd., produttore di surimi. L'azienda, che ha sede nella città di Rongcheng nella provincia di Shandong in Cina, è stata fondata nel 2010 come joint venture con Rongcheng Taixiang Aquatic Food Co., Ltd. che fa parte del Gruppo Taixiang, un importante gruppo cinese del settore alimentare.